# Szalai József (biológus)
Szalai József (Balatonbozsok, 1940. május 23. – 2025. március 20.) a mezőgazdasági tudományok Magyar Érdemrend lovagkeresztjével kitüntetett kandidátusa, egyetemi docens, biológus (növényélettan), szakíró, igazságügyi szakértő.

## Élete és munkássága
Négygyermekes paraszti családban született. Apja földműves parasztember, édesanyja a ház körüli munkákat végezte, de már hétéves korától befogták az aratási munkákba mint kötélterítőt vagy marokszedőt. Már nagyon korán – nyolcéves korában – felismerte magában a természet és a föld szeretetét. Testvérei közül két fiútestvére műszaki területen, húga pedig postai tisztviselőként dolgozott.
Általános iskolai tanulmányait Balatonbozsokon és Enyingen végezte. 
Középiskolába Székesfehérváron, a József Attila Gimnáziumba (ma Ciszterci Gimnázium) járt, ahol 1958-ban érettségizett.
Az ELTE Természettudományi Karának biológia-földrajz tanári szakára 1959-ben vették fel. Az egyetem elvégzése után a Kertészeti és Szőlészeti Főiskola egyetemi gyakornoki állást kínált fel neki 1964-ben. Azóta is töretlenül a Kertészeti Egyetem Budai Campusának oktatója, tanára.
Már általános iskolai tanuló korában érdeklődéssel volt a költészet, különösen Ady Endre költészete felé. Ez az érdeklődés csak tovább fokozódott, amikor egy rózsafajtákat bemutató egyetemi előadásán a hallgatóság között jelen volt Pécsi Sándor színművész is. Az előadás annyira intuitiv volt, hogy hatására Pécsi Sándor kilépett a hallgatóság soraiból és elszavalta a Dal a rózsáról c. Ady-verset. Itt kezdődött a művésszel való barátkozása, aki megkérte a fiatal tanárt, hogy ő készítse el a budapesti, Cserje utcai villájának kertjét. A kert két év alatt készült el szobrokkal ékesítve. Ez a barátság további művészek kertjének elkészítésére inspirálta. 
A művészek Szalai Józsefben megérezték a kertészeti szakmai tudásán kívül a művészt is, aki a virágokban, növényekben felismeri Gárdonyi Géza gondolatát: „minden szép, amit szeretettel néz bárkinek a szeme”. Így került sor Weöres Sándor és Károlyi Amy költő-házaspár kertjének elkészítésére. De kertjük karbantartására felkérték őt Osváth Júlia, Melis György, Ferencsik János, Mihály András, Devich Sándor, Mészáros Ági, Oszter Sándor, Benkő Gyula, Honthy Hanna, Feleki Kamill, Dobos Attila, Failoni Donatella, Szilágyi Tibor, Bodrogi Gyula, Tóth Enikő vagy Rost Andrea is.
Ma már elképzelhetetlennek tűnő indíttatásának tett eleget, amikor a Farkasréti Temetőben nyugvó művészek sírjait – fiatalabb korától haláláig  – rendszeresen virágokkal terítette be, és sírjuknál állva művészetükre emlékezett.

## Oktatás
Oktatott tárgyai: alkalmazott növényélettan, tárolásbiológia, környezetvédelmi növényélettan, igazságügyi növényélettan, a szőlő növényélettana, általános növényélettan.

## Főbb művei
- Alkalmazott növényélettan; Kertészeti Egyetem, Tartósítóipari Kar, Budapest, 1982
- 2001. Növényi életjelenségek a kertben (Szaktudás Kiadó Ház)
- 2003. Évszakok a kertekben (Szaktudás Kiadó Ház)
- 2009. A növényi élet feltételei a kertekben (História Alapítvány)[2]
- 2009. Növények fenntartható termesztése (Szaktudás Kiadó Ház)[3]
- 2023. Természeti kincsünk az élő növényzet (Rím Könyvkiadó Bt.)
- Kertészet és költészet; Rím, Budapest, 2023
- Szőlészeti képzés és művészet a Gellért-hegyen; szerk. Szalai József; Rím, Budapest, 2024

## Saját magáról és művészbarátairól írt könyvei
- 2023. Kertészet és költészet (Rím Könyvkiadó Bt.)[4]
- 2025. Kertészet és dallamok (Romantika Kiadó) https://www.lira.hu/hu/konyv/szepirodalom/kerteszet-es-dallamok

## Tudományos fokozatok
- 1966. Egyetemi doktori fokozat (Kertészeti és Szőlészeti Főiskola)
- 1974. Kandidátusi fokozat (Magyar Tudományos Akadémia)

## Kitüntetései
- 2025. A Magyar Érdemrend lovagkeresztje (Agrárminisztérium)[5]

## Emlékezete
- Megemlékezés a Heti TV Kívánságszolgálat dr. Klement Zoltánnal műsorában